# Cyphomyrmex costatus
Cyphomyrmex costatus är en myrart som beskrevs av Mann 1922. Cyphomyrmex costatus ingår i släktet Cyphomyrmex och familjen myror. Inga underarter finns listade i Catalogue of Life.